# 1026年
| 千纪： | 2千纪 |
| 世纪： | 10世纪 \| 11世纪 \| 12世纪                                                                                 |
| 年代： | 990年代 \| 1000年代 \| 1010年代 \| 1020年代 \| 1030年代 \| 1040年代 \| 1050年代                            |
| 年份： | 1021年 \| 1022年 \| 1023年 \| 1024年 \| 1025年 \| 1026年 \| 1027年 \| 1028年 \| 1029年 \| 1030年 \| 1031年 |
| 纪年： | 丙寅年（虎年）；契丹太平六年；北宋天圣四年；大理明通四年；越南順天十七年；日本萬壽三年                     |

## 出生
- 耶律迪烈，辽朝宗室，为耶律吼五世孙。
- 趙禼，字公才，邛州依政（今四川成都邛崍市）人，北宋政治人物、將領。

## 逝世
- 曹贤妃，宋真宗赵恒的妃嫔，宋仁宗曹皇后的姑姑，后周大将曹彬的女儿。
- 理查二世，諾曼第公爵
- 錢易，吳越王錢倧之子
- 阿赫马，喀喇汗国第九任可汗